# Marc Wilmots
Marc Wilmots (Dongelberg, 1969. február 22. –) belga válogatott labdarúgó, edző.

## Karrier
Karrierje 1987-ben kezdődött, játszott a Sint-Truidense, KV Mechelen, Standard Liège, Schalke 04 és Bordeaux csapatoknál. A Schalke csapatával megnyerte az 1996–1997-es UEFA-kupát. 2003-ban vonult vissza.

## Edzői karrier
2003-ban a Schalke 04 edzője. 2004 nyarától a Sint-Truidense vezetőedzője 2005 februárjáig, amikor leváltották. 2009. szeptember 28-án bejelentette, hogy visszatér a belga válogatotthoz. 2009. október 1-jétől itt segédedző Dick Advocaat oldalán. Ugyanezt a tisztséget megtartotta Georges Leekens alatt is. Leekens 2012 májusi lemondása után megbízottként átvette a válogatott irányítását. Júniusban kinevezték állandó jelleggel a válogatott élére.

## Érdekességek
- Wilmots sokan az egyik legjobb játékosnak tartják hazája történelmében.
- Belgiumban, megkapta a Taureau de Dongelberg becenevet (Dongelberg bikája).
- A 2000-es évek közepén a vallon liberális párt képviseletében a belga szenátus tagja.

## Fordítás
- Ez a szócikk részben vagy egészben az Marc Wilmots című angol Wikipédia-szócikk fordításán alapul.  Az eredeti cikk szerkesztőit annak laptörténete sorolja fel. Ez a jelzés csupán a megfogalmazás eredetét és a szerzői jogokat jelzi, nem szolgál a cikkben szereplő információk forrásmegjelöléseként.